# Meneou
Meneou (griechisch Μενεού) ist ein Ort im Bezirk Larnaka in Zypern. Im Jahr 2011 hatte der Ort 1625 Einwohner. Neben dem Ort Dromolaxia ist Meneou einer der Ortsteile der Stadtgemeinde Dromolaxia–Meneou, die im November 2011 durch Zusammenschluss der beiden einst eigenständigen Gemeinden gegründet wurde.

## Lage

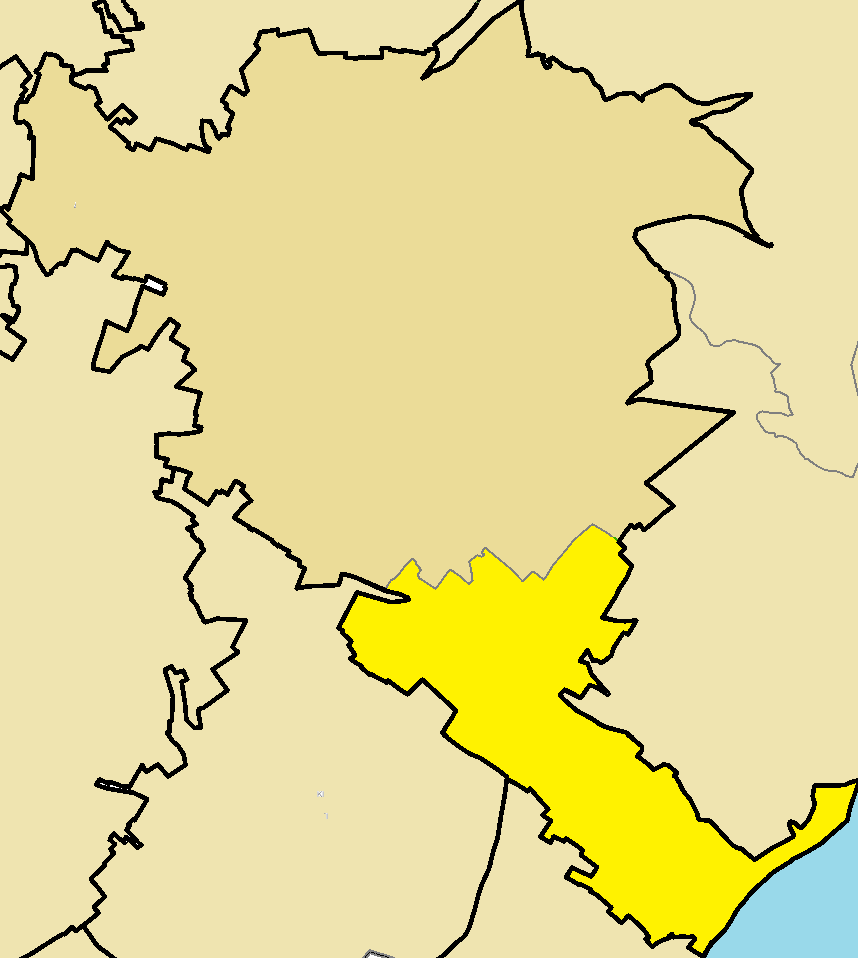
Lage in der Gemeinde Dromolaxia–Meneou

Meneou liegt im Süden der Insel Zypern auf circa 6 Metern Höhe an der Küste zum Mittelmeer. Der Flughafen Larnaka liegt nur etwa 4 km nordöstlich, die Stadt Larnaka befindet sich 9 km nordöstlich. Orte in der Umgebung sind Pervolia im Südwesten, Kiti im Nordwesten und Dromolaxia im Norden.